# Carlos Pérez Rial
Carlos Pérez Rial (n. 12 aprilie 1979, Cangas⁠(d), Galicia, Spania) este un caiacist ce a reprezentat Spania, medaliat olimpic. A participat la 2 ediții ale Jocurilor Olimpice (2004, 2008) în care a câștigat o medalie de aur.